# Lohmann (Unternehmerfamilie)
Die Familie Lohmann (Witten) ist eine Unternehmerfamilie, die prägend für den Aufbau der Stahlindustrie in Witten war. Die Friedr. Lohmann GmbH wird heute als Familienunternehmen in siebter Generation geführt.
Friedrich Lohmann der Ältere (1755–1824), der aus dem Rahlenbecker Tal bei Schwelm stammte, kam 1790 nach Witten und gründete auf dem Areal von Haus Witten eine Tiegelgussstahlfabrik. Das Gelände hatte er 1788 bereits gepachtet. Ferner gründete er eine Kornbrennerei und eine Preßhefefabrik. Nach dreijährigen Versuchen in den Jahren 1809 bis Anfang 1812 gelang es ihm zusammen mit seinem Sohn Friedrich Lohmann dem Jüngeren (1783–1837) den Tiegelgussstahl zu entwickeln, der zuvor nur in Großbritannien bekannt war. Nach dessen Tode führte seine Witwe Helene Lohmann (geborene Berger, 1784–1866) den Betrieb zunächst weiter.
Albert Lohmann (1814–1901), der Bruder von Gustav Lohmann und ein Branntweinfabrikant war, ließ die Villa Albert Lohmann 1865 an der Ruhrstraße 70 in Witten errichten. Sie liegt gegenüber der Villa Berger.
Carl Lohmann (1803–1848), selbst im Stahlunternehmen nicht tätig, besaß ein Anwesen, auf dessen Grund nach seinem Tode von seinem Neffen Friedrich Lohmann sen. (1810–1893) im Jahre 1868 die Villa Friedrich Lohmann sen. errichtet wurde. Später lebte hier dessen jüngster Sohn Max Lohmann (1855–1944).
Gustav Lohmann (1847–1934) ließ ab 1873 die Villa Gustav Lohmann errichten. 
Ernst Otto Lohmann (1847–1916) und seine Frau Anna von Born, einer Tochter des Präsidenten der Dortmunder Handelskammer, errichteten 1882 die 
Villa Ernst Lohmann. Hier lebte auch ihr Sohn Waldemar Lohmann.
Friedrich Lohmann jun. (1845–1921) ließ um 1895 die Villa Friedrich Lohmann jun. errichten. Er leitete gemeinsam mit seinem Bruder Ernst Lohmann das Familienunternehmen bis 1910.
Der Familienfriedhof liegt in Witten am Parkweg gegenüber dem Stadtpark Witten.
Mit Stand 2021 führen Gunnar Lohmann-Hütte, Katja Lohmann-Hütte und Friedrich Lohmann-Voß das Unternehmen.